# کوین
کُوین (به اسپانیایی: Coín) یک دهستان در اسپانیا است که در استان مالاگا واقع شده‌است.

## خصوصیات
کوین ۱۲۷٫۳۷ کیلومترمربع مساحت و ۲۱٬۸۶۶ نفر جمعیت دارد و ۲۰۲ متر بالاتر از سطح دریا واقع شده‌است.